# Didier Pillet
Pour les articles homonymes, voir Pillet.
Didier Pillet est un journaliste français né à Rouen (Seine-Inférieure) le 9 septembre 1948. 

## Carrière
Didier Pillet a fait l'essentiel de sa carrière dans la presse quotidienne régionale, dans l'Ouest et dans le Sud-Est, à Ouest-France et à La Provence. Entré en 1969, il a successivement été affecté à Honfleur (Calvados), Lorient (Morbihan) et Quimper (Finistère). Il a ensuite occupé des postes de responsabilité : d'abord comme directeur départemental de la Sarthe au Mans, puis du Finistère, à Quimper, avant de devenir, en 1984, directeur des informations régionales au siège, à Rennes.
En 1989, Didier Pillet quitte Ouest-France pour le quotidien régional Le Provençal, à Marseille, où il est rédacteur en chef. Il n'y reste que deux ans. Il revient alors à Ouest-France comme rédacteur en chef en avril 1991. Il occupera cette fonction pendant quatorze ans, marquant la politique rédactionnelle de son empreinte personnelle, toute en rigueur, créant le supplément sports du lundi, puis Dimanche Ouest-France, un hebdomadaire original fait d'actualités du samedi et de cahiers magazines. Il devient, en septembre 2005, directeur de l'information et anime le débat avec les lecteurs sur le blog de la rédaction.
Didier Pillet a quitté Ouest-France en novembre 2007 pour rejoindre le pôle sud du Groupe Hersant Média et devenir, en janvier 2008, président directeur général du Groupe La Provence qui édite à Marseille les quotidiens La Provence, Direct Marseille Plus, l'hebdomadaire L'Hebdo Marseille, le site web laprovence.com. Le 31 août 2010, il est licencié par le groupe Hersant Média,. Il lui est reproché une baisse des ventes, de l'ordre de 2,5 % et des divergences stratégiques.
Il est membre du conseil d'administration du Syndicat de la presse quotidienne régionale (SPQR) et, depuis septembre 2009, président de la commission du développement de cet organisme. Il est aussi administrateur de l'École de journalisme et de la communication de Marseille.

## Distinctions
- Chevalier de la Légion d'honneur (2009)
- Chevalier de l'ordre national du Mérite

Chevalier de l'Ordre national du Mérite, il est, depuis juillet 2009, chevalier de la Légion d'honneur, décoration que lui a remise le ministre de la Culture et de la communication, Frédéric Mitterrand.